# Jerzy Stano
Jerzy Stano (ur. Nowotaniec, zm. po roku 1591) – polski szlachcic herbu Gozdawa, syn Hieronima, poseł ziemi sanockiej, krzewiciel kalwinizmu. Był posłem na Sejm Rzeczypospolitej. W roku 1591 wziął udział w synodzie protestanckim w Radomiu jako delegat Ziemi sanockiej. Zmarł po roku 1591, potomstwo cztery córki i syn Jerzy. Niektórzy z jego potomków pozostali przy kalwinizmie do połowy XVIII wieku, a zbór kalwiński w Nowotańcu funkcjonował do 1713 roku.